# Mravince
Mravince is een plaats in de gemeente Solin in de Kroatische provincie Split-Dalmatië. De plaats telt 1.255 inwoners (2001).